# Вервен
Верве́н (фр. Vervins) — коммуна на севере Франции, регион О-де-Франс, департамент Эна, округ Вервен, центр одноименного кантона. Расположена в 37 км к северо-востоку от Лана, в 0,5 км от национальной автомагистрали N2. На юго-западе коммуны находится железнодорожная станция Вервен линии Ла-Плен―Ирсон.
Население (2018) — 2 579 человек.

## Достопримечательности
- Укреплённая церковь Нотр-Дам XI—XVI веков
- Сохранившиеся части средневековой городской стены
- Часовня Святой Анны XIII века
- Дворец правосудия конца XVIII века

## Экономика
Структура занятости населения:
- сельское хозяйство — 0,8 %
- промышленность — 24,0 %
- строительство — 2,3 %
- торговля, транспорт и сфера услуг — 34,9 %
- государственные и муниципальные службы — 38,0 %

Уровень безработицы (2017) — 24,6 % (Франция в целом — 13,4 %, департамент Эна — 17,8 %). 

Среднегодовой доход на 1 человека, евро (2018) — 17 790 (Франция в целом — 21 730, департамент Эна — 19 690).

## Демография
Динамика численности населения, чел.

## Администрация
Пост мэра Вервена с 2013 года занимает Жан-Марк Принс (Jean-Marc Prince). На муниципальных выборах 2020 года возглавляемый им список был единственным.
| Период | Период | Фамилия           | Партия                  | Примечания                                                                    |
| ------ | ------ | ----------------- | ----------------------- | ----------------------------------------------------------------------------- |
| 1959   | 1983   | Жан Жалюзо        |                         | фармацевт                                                                     |
| 1983   | 2013   | Жан-Пьер Баллиган | Социалистическая партия | член Генерального совета департамента, депутат Национального собрания Франции |
| 2013   |        | Жан-Марк Принс    |                         | директор лицея                                                                |

## Известные уроженцы и жители
- Дебри, Жан Антуан (1760—1834) — французский политический и общественный деятель.
- Марк Лекарбо (1570—1641) — французский эрудит, адвокат, путешественник, писатель, поэт и историк XVII века

## Галерея

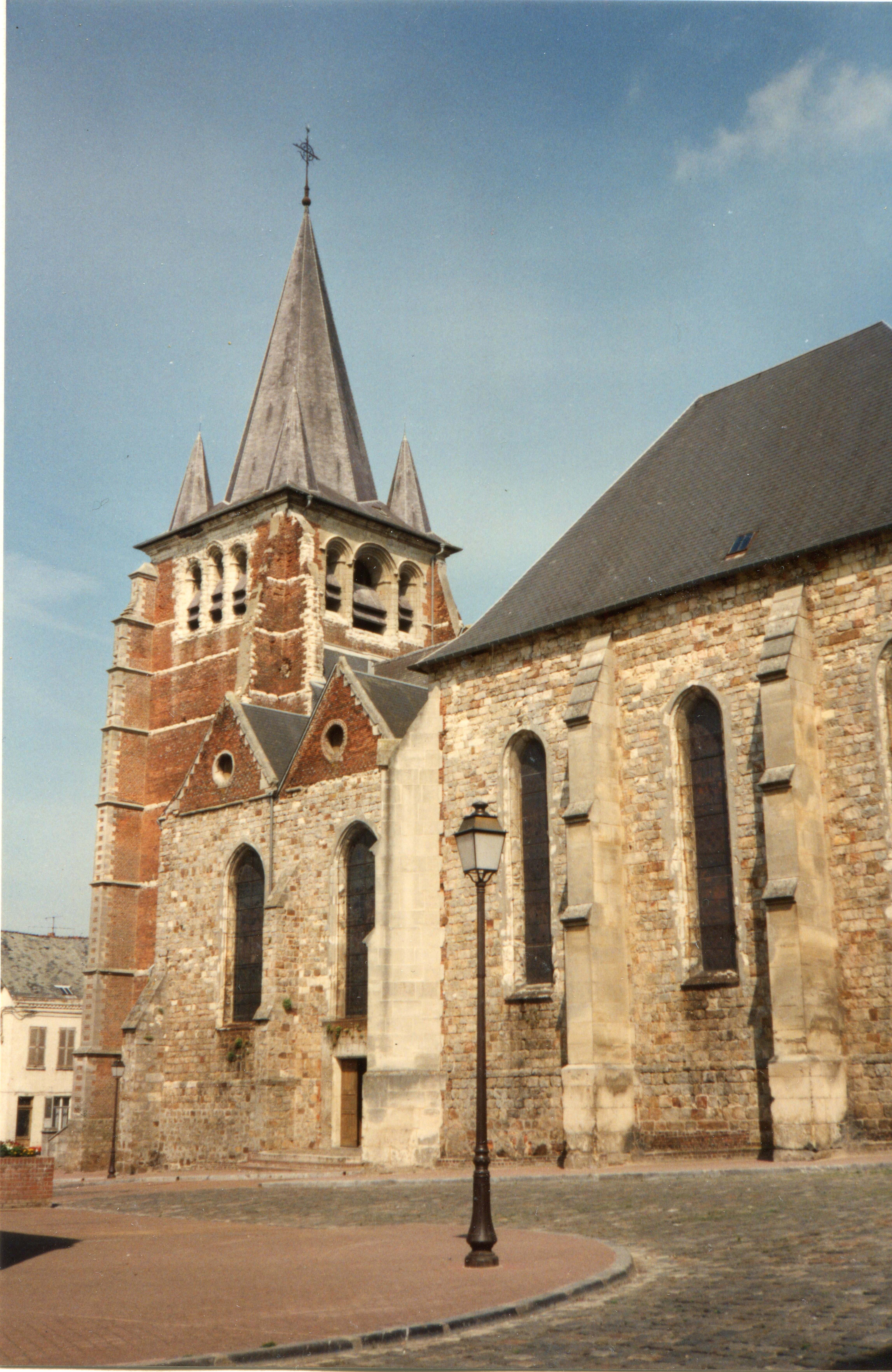
Церковь Нотр-Дам
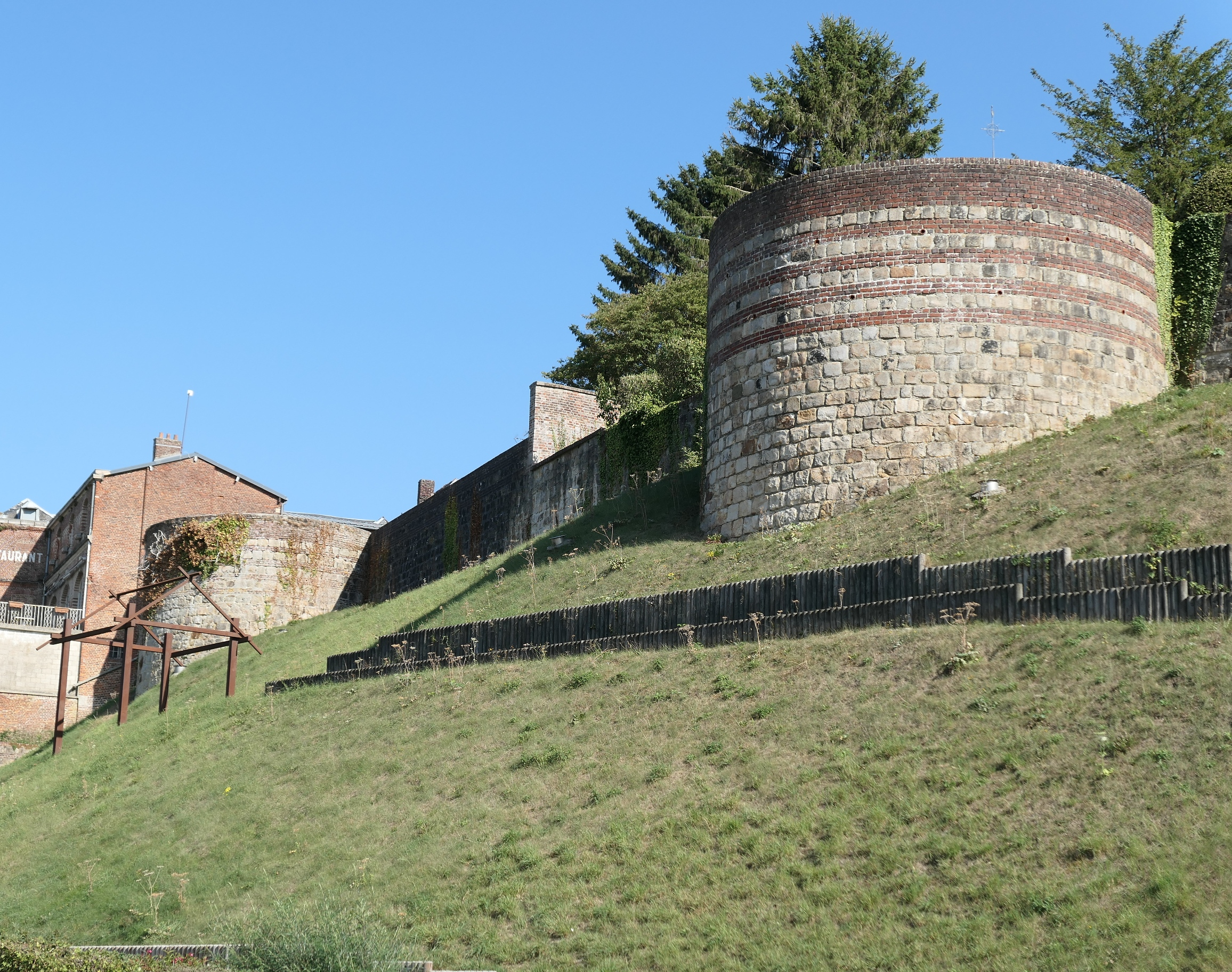
Части крепостной стены
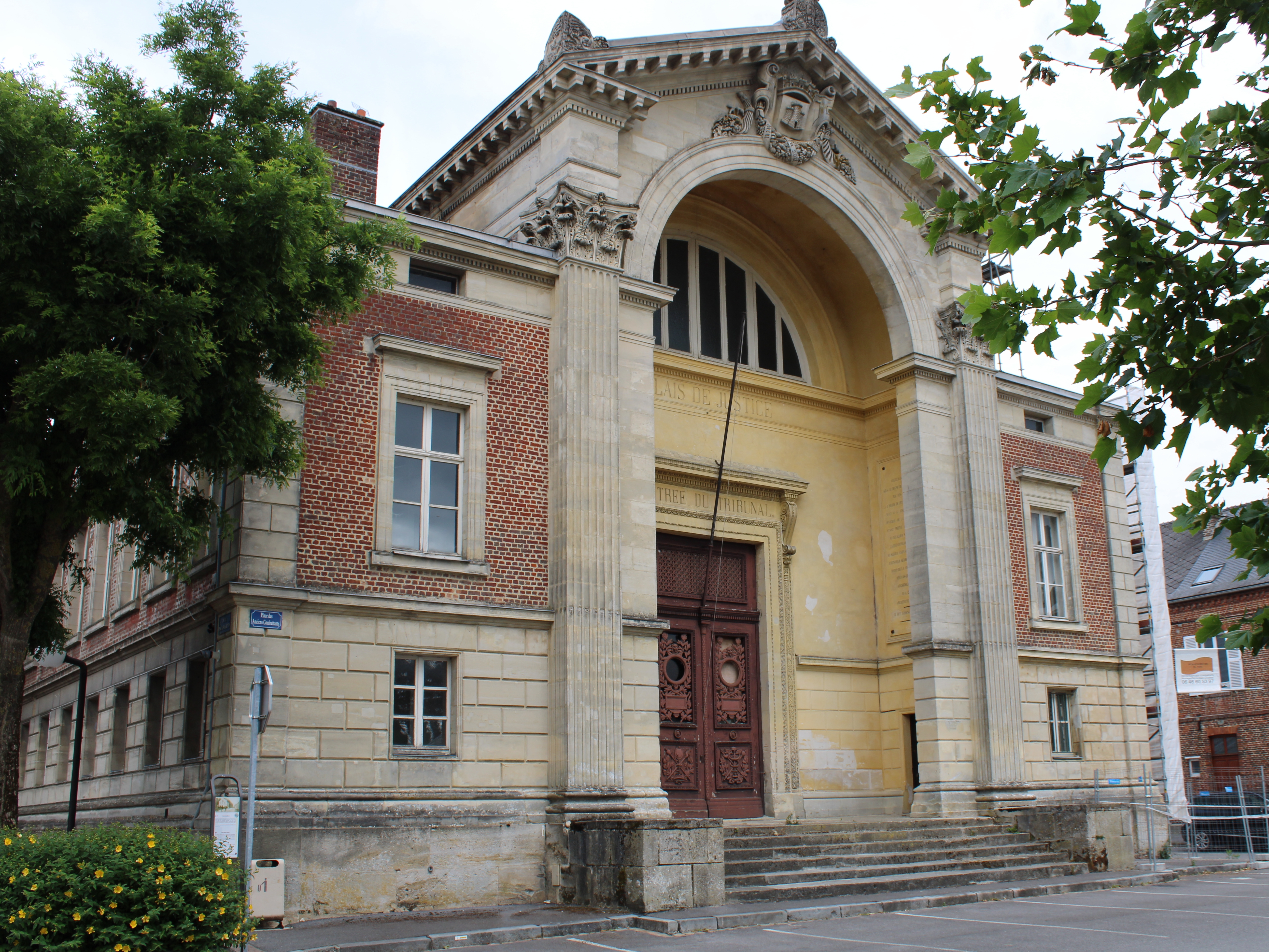
Дворец правосудия

1. 1 2  база данных о французских коммунах — Национальный географический институт Франции, 2015.